# TC Schützenwiese

Das Logo des TC Schützenwiese

Der TC Schützenwiese (abgekürzt TCSW) ist ein Tennisclub aus Winterthur. Der Club gewann 1992 und 1994 Schweizer Meister bei den Damen in den Interclubmeisterschaften. Der Club ging aus der Tennisabteilung des FC Winterthur hervor.

## Geschichte
1923/24 wurde die Tennisabteilung des FC Winterthur gegründet. Diese zu Beginn noch nicht auf der Schützenwiese, sondern auf einem alten Platz an der Bahnstrasse vom ehemaligen Tennisclub Winterthur sowie auf einem Platz im Merz-Rietergut (heute ist das ehemalige Merz-Rietergut Teil des Stadtparks). 1927 konnten vier Tennisplätze in der Nähe der Schützenwiese in Betrieb genommen werden auf dem heutigen Sulzer-Areal-Gelände. Ab 1933 wurde auf der Schützenwiese im Winter ein Eisfeld betrieben. 1936 konnte das Clubhaus erstellt werden.
1957 kam es schliesslich im Zuge einer Neugliederung des FC Winterthur zu einer Loslösung vom Mutterverein. Die Tennisabteilung hiess nun neu Tennisclub FC Winterthur und das Verhältnis zum FC Winterthur wurde vertraglich geregelt. 1961 erfolgte der Umzug auf die heutigen Tennisplätze gleich neben den Fussballfeldern auf der Schützenwiese – genannt „Untere Schützenwiese“. 1965 musste erstmals eine Warteliste wegen der vielen Eintrittsgesuchen aufgestellt werden. Dies merkte man dann auch relativ schnell auf der sportlichen Seite, so stellte man 1967 erstmals eine Damenmannschaft in der Nationalliga B der Interclubmeisterschaften. 1961 wurde auf dem Platz eine Beleuchtungsanlage in Betrieb genommen.
Auf Ende 1973 kündigte der FC Winterthur den Vertrag mit dem TC FC Winterthur, womit keinerlei Bindung mehr zum Fussballclub bestand. Dies wurde 1975 mit der Abänderung des Namens in das heutige TC Schützenwiese unterstrichen. 1987 stieg man schliesslich durch eine Entscheidung am Grünen Tisch zum Nachteil des punktgleichen Beaumont Bern in die NLA auf. Die Herren stiegen im gleichen Jahr erstmals in die Nationalliga C auf. 1990 spielte die spätere Weltklassespielerin Martina Hingis als Zehnjährige das erste Mal in der 2. Mannschaft in der NLB mit. 1992 wechselte Hingis in die 1. Mannschaft, exakt in dieser Saison wurde das Team auch das erste Mal Schweizer Meister. 1994 wurden die Frauen zum zweiten Mal Schweizer Meister, während die Herren wieder in den Niederungen der 1. Liga verschwanden. Im Oktober 1995 wurde das NLA-Team nach dem Rückzug von Martina Hingis und des unerwarteten Interclubstransfers von Angela Bürgis zurückgezogen. Jedoch schafften bereits ein Jahr später die NLB- und NLC-Mannschaften zeitgleich den Aufstieg, wodurch man nach nur einem Jahr Absenz wieder in der höchsten Spielklasse vertreten war. Bis mindestens 2001 spielte man dann noch in der NLA. 
Inzwischen, im Jahr 2013, spielt man bei den Damen und Herren in der 1. Liga.